# Deutsche Bank Place
Le Deutsche Bank Place est un gratte-ciel de bureaux construit à Sydney (Australie) en 2005 et situé au 126 Philip Street. Elle abrite le siège australien de la banque allemande Deutsche Bank.